# LARES (satellite)
LARES (acronimo di Laser Relativity Satellite) è un satellite artificiale dell'Agenzia Spaziale Italiana (ASI) realizzato dalla OHB Italia e progettato dall'Università La Sapienza di Roma con la collaborazione dell'azienda OMPM e costruito da quest'ultima. LARES è stato messo in orbita il 13 febbraio 2012 dalla base di lancio europea di Kourou, in Guyana francese con il lancio di qualifica del nuovo vettore europeo Vega.
La missione spaziale è destinata allo studio di alcuni aspetti della relatività generale.

## La missione
Il satellite, totalmente passivo, è formato da un corpo sferico in lega di tungsteno, ricoperto da 92 retroriflettori a spigolo di cubo (CCR). Il satellite ha un diametro di 36 cm e pesa 386,8 kg. LARES è stato messo in orbita dal vettore Vega a una quota di 1450 km con un'inclinazione 69,5° e una ridotta eccentricità. Una serie di postazioni a terra (gestite dall'International Laser Ranging Service - ILRS) punteranno il satellite utilizzando dei laser ad impulsi e misurando il tempo necessario al segnale laser stesso per tornare a terra determineranno la distanza del satellite. Le diverse misure eseguite dalle postazioni a terra permetteranno di triangolare la posizione del satellite e la sua orbita, questo permetterà di studiare l'Effetto di trascinamento. Questo effetto definisce come viene alterato lo spazio tempo dalla rotazione di un corpo dotato di massa (come la Terra). Tentativi di misurare l'effetto questo effetto sono stati condotti con i satelliti LAGEOS-1 e LAGEOS-2, ottenendo una misura con una incertezza del 10%.
Il satellite LARES, nelle intenzioni dei suoi proponenti, dovrebbe permettere di effettuare una misura dell'effetto Lense-Thirring con una precisione di circa l'1%.
Oltre a questo obiettivo primario LARES verrà utilizzato per altri test sulla relatività generale. Il satellite permetterà di effettuare anche misure nel campo della geodinamica e della geodesia spaziale. Sull'orbita proposta inizialmente il LARES sarebbe stato anche in grado di migliorare notevolmente gli attuali limiti esistenti sul principio di equivalenza e di misurare effetti previsti da modelli multidimensionali di gravità ma in seguito alla necessità di ridurre l'orbita operativa per permettere la messa in orbita con il lanciatore VEGA la possibilità tecnica, oggettiva, di realizzare questo ulteriore obiettivo è venuta meno.
Nel dicembre 2019, dopo sette anni di attività e raccolta dati, è stato annunciato dall'ASI che sono stati prodotti sufficienti dati rilevanti per verificare la teoria della relatività di Einstein.
Il 13 luglio 2022, dopo uno slittamento di quasi due anni dovuto alla pandemia di COVID-19, è stato lanciato LARES 2, una versione perfezionata del satellite che consentirà misurazioni più accurate. Il lancio è avvenuto tramite il vettore Vega C e si trattava del lancio inaugurale di questa versione del Vega.